# Louis III av Bourbon, prins de Condé
Louis av Bourbon, prins av Condé (Louis de Bourbon, prince de Condé), född 10 november 1668 och död 4 mars 1710) var en fransk prins. Han var prins av Condé under en kort tidsperiod, från sin fars  död 1709 till sin egen död 1710. Under större delen av sitt liv titulerades han hertig av Bourbon.

## Biografi
Han var son till prins Henrik Jules av Bourbon, Prins av Condé. 
Han gifte sig år 1685 med Louise Françoise de Bourbon, Mademoiselle de Nantes (1673-1743), en illegitim dotter till kung Ludvig XIV av Frankrike. 
Louis III var prins av Condé under mindre än ett år. Precis som sin far och farfar var han sinnessjuk när han dog. Han avled vid fyrtiotvå års ålder.
Louis och Louise Françoise de Bourbon fick följande barn:

## Barn
1. Marie Gabrielle Éléonore de Bourbon (1690-1760) Mademoiselle de Bourbon  Abbedissa av Saint-Antoine-des-Champs.
2. Louis Henrik de Bourbon, Prins av Condé (1692-1740)
3. Louise Élisabeth av Bourbon (1693-1775), gift med Louis Armand av Bourbon, Prins av Conti
4. Marie-Anne de Bourbon, Mademoiselle de Clermont (1697-1741), gift i hemlighet mot sin broders önskan med Louis de Melun, hertig av Joyeuse.
5. Louise-Anne de Bourbon, Mademoiselle de Sens (1695-1768)
6. Charles de Bourbon, greve av Charolais (1700-1760)
7. Élisabeth Alexandrine de Bourbon, Mademoiselle de Gex (1701-1765)
8. Henriette Louise de Bourbon, Mademoiselle de Vermandois, abbedissa av  Beaumont-les-Tours (1703-1772)
9. Louis de Bourbon, greve av Clermont (1709-1771)